# Torre Cívica
Torre Cívica (hoặc Torre della Ghirlandina) là tháp chuông của Nhà thờ chính tòa Modena, thuộc vùng Emilia-Romagna, Ý. Cùng với Nhà thờ chính tòa Modena, Piazza Grande, tháp này đã được UNESCO công nhận là di sản thế giới từ năm 1997.
Tháp cao 86.12 mét, là biểu tượng truyền thống của thành phố Modena, được nhìn thấy từ mọi phía bên ngoài thành phố.
Tháp gồm có 5 tầng, được xây năm 1179,, có tên ban đầu là Torre di San Geminiano (tháp thánh Geminiano). Để tranh đua với tháp của thành phố Bologna, thị xã đả quyết định xây thêm một chỏm đặc thù hình 8 cạnh, do Arrigo da Campione - một trong các bậc thầy ở Campione - thiết kế, và là một trong số người đã tham gia việc trùng tu nhà thờ chính tòa trong các thế kỷ 13 - 15. Đỉnh tháp được trang trí bằng 2 ghirlande (2 bao lơn bằng cẩm thạch cuốn), do đó tháp có tên là Torre della Ghirlandina.
Bên trong tháp, phòng Sala della Secchia (với các tranh nề thế kỷ 15) có một bản sao Secchia rapita, một kỷ niệm về vai trò xưa kia của tháp như là kho tàng của thị xã Modena. Các mũ cột điêu khắc của phòng Sala dei Torresani ở tầng thứ 5 cũng rất nổi tiếng.

## Việc tu bổ

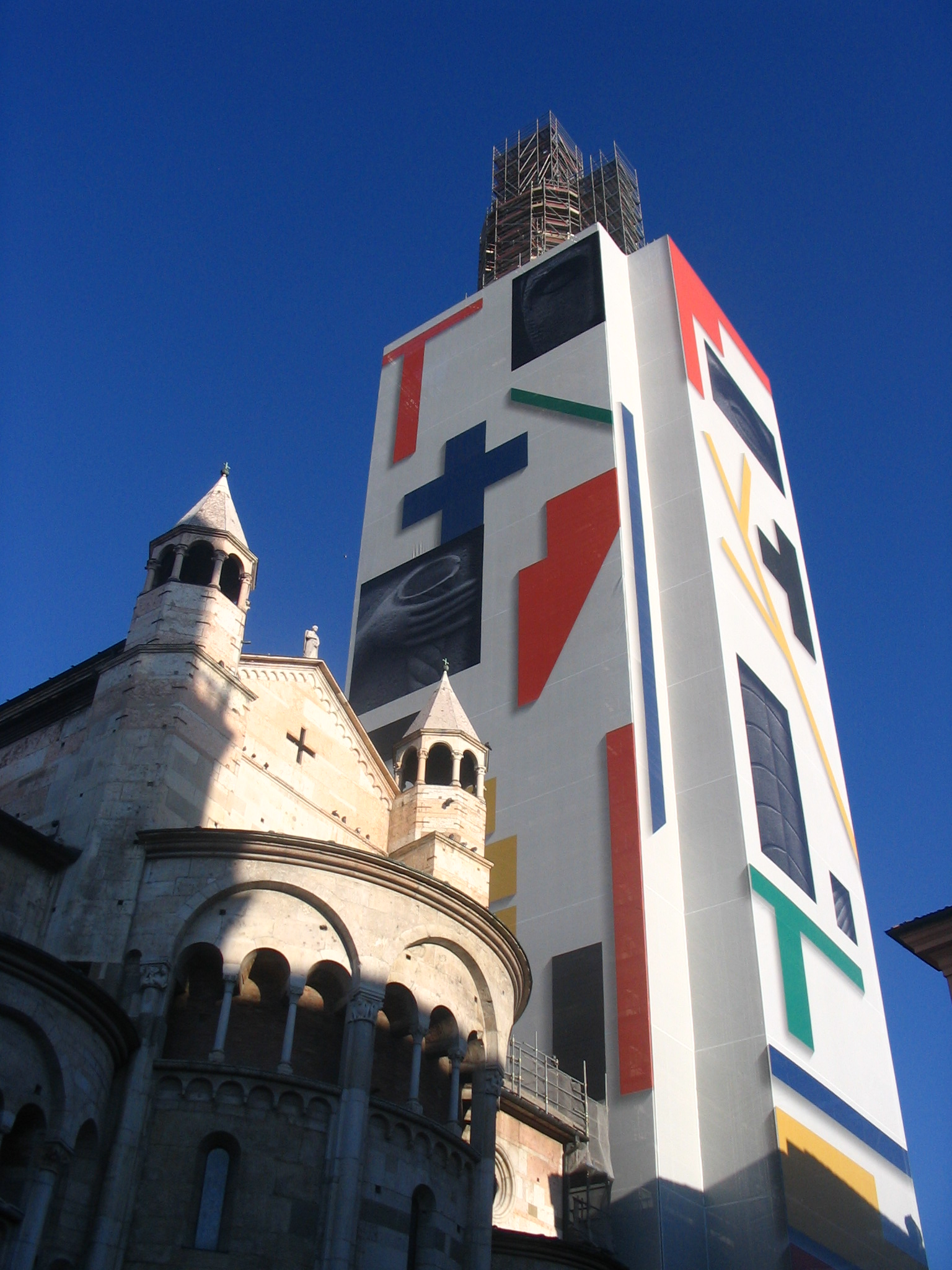
Torre Cívica theo hình dáng tháng 2/2008

Gần đây tháp đã được tu bổ, bắt đầu từ tháng 12/2007 và sẽ kết thúc vào cuối năm 2010. Trong khi thực hiện việc tu sửa, giàn ráo đã được che giấu bên trong 1 tấm màn chắn nghệ thuật do nhà điêu khắc người Ý Mimmo Paladino vẽ (xem hình trên)